# Bertil Björkman
Karl Bertil Björkman, född 5 september 1947 i Lidingö församling i Stockholms län, död 21 februari 2019 i Österhaninge distrikt i Stockholms län, var en svensk militär.

## Biografi
Björkman avlade studentexamen 1968 i Sundsvall. Han avlade sjöofficersexamen vid Sjökrigsskolan 1971 och utnämndes samma år till fänrik i flottan, där han befordrades till löjtnant 1972 och kapten 1974. Han var fartygschef för HMS Vidar 1979–1980 och för HMS Mysing 1981 vid 3. patrullbåtsdivisionen på Gålö.[källa behövs] Han gick Stabskursen vid Militärhögskolan 1982–1984, befordrades till kommendörkapten 1989 och genomgick Naval War College i USA 1990. År 1992 befordrades han till kommendör, varpå han var chef för Programledningen i Marinstaben 1992–1994 och chef för Första ubåtsavdelningen 1994–1997. Han befordrades till konteramiral 1997 och tjänstgjorde 1997–2001 vid Försvarets materielverk: som chef för Division marinmateriel 1997–1999 och som chef för Produktledningen 2000–2001. Åren 2001–2005 var han försvarsattaché vid ambassaden i Washington. Björkman pensionerades från Försvarsmakten 2007.
Björkman invaldes 1991 som ledamot av Kungliga Örlogsmannasällskapet och var sällskapets ordförande 2000–2002 samt utsågs till hedersledamot 2001. Han invaldes 1997 som ledamot av Kungliga Krigsvetenskapsakademien. Åren 1998–2002 var han inspector för föreningen UppSjö.[källa behövs] Han var därtill ordförande i Vasamuseets Vänner 2009–2015.
Bertil Björkman var son till Karl Tore Björkman och dennes hustru Maj Lisa. Han gifte sig 1976 med Marianne Flygt (född 1949). Han är gravsatt i minneslunden på Galärvarvskyrkogården i Stockholm.

### Utmärkelser
- Kungliga Örlogsmannasällskapets förtjänstmedalj i guld, 2001.[10]
- Legion of Merit.[11]